# Луїс Саенс Пенья
Луї́с Са́енс Пе́нья (ісп. Luis Sáenz Peña; 2 квітня 1822 — 4 грудня 1907) — аргентинський адвокат і політик. Займав посаду президента Аргентини з 1892 по 1895 роки. Батько Роке Саенс Пеньї, президента Аргентини у 1910—1914 роках.

## Біографія
Він здобув юридичну освіту в Університеті Буенос-Айреса, узяв участь у конституційних зборах 1860 року. Кілька разів обирався депутатом і сенатором. У 1882 році він зайняв пост у Верховному суді провінції Буенос-Айрес. Пізніше він працював на посту голови Банку провінції, директора Академії юридичних наук, мав місце у Генеральній раді Освіти країни. 
12 жовтня 1892 року Саенс Пенья став президентом країни. Через численні повстання радикалів він був змушений подати у відставку 23 січня 1895 року. Влада перейшла до рук Хосе Еварісто де Урібуру, який пробув на посаді президента до кінця 1898 року.